# The Good's Gone
Pistes de My Generation
I Don't Mind La-La-La Lies
The Good's Gone est une chanson du groupe de rock britannique The Who écrite par Pete Townshend. Elle apparaît sur l'album My Generation sorti en 1965.

## Genèse et enregistrement
Cette chanson a été enregistrée le 10 novembre 1965 aux studios IBC de Londres.
Cette chanson parut en face B de La-La-La Lies.

## Caractéristiques artistiques
Cette chanson commence par une série d'arpèges carillonnants joués par Pete Townshend. Ce son de guitare était particulièrement répandu au milieu des années 1960 : en effet, Townshend a utilisé sur l'album My Generation une Rickenbacker. Cette marque était couramment utilisée à l'époque, ne serait-ce que par les Beatles ou les Byrds. Les accords et les arpèges de guitare forment l'ossature principale de cette chanson avec le rythme assez inhabituel de Keith Moon. Roger Daltrey chante dans un registre assez grave et rauque.
Les paroles semblent parler d'un amour en train de faner, dans lequel les bons sentiments disparaissent. 

## Personnel
- Roger Daltrey - chant
- Pete Townshend - guitare, chant
- John Entwistle - basse, chant
- Keith Moon - batterie